# Bahnhof Augsburg-Oberhausen

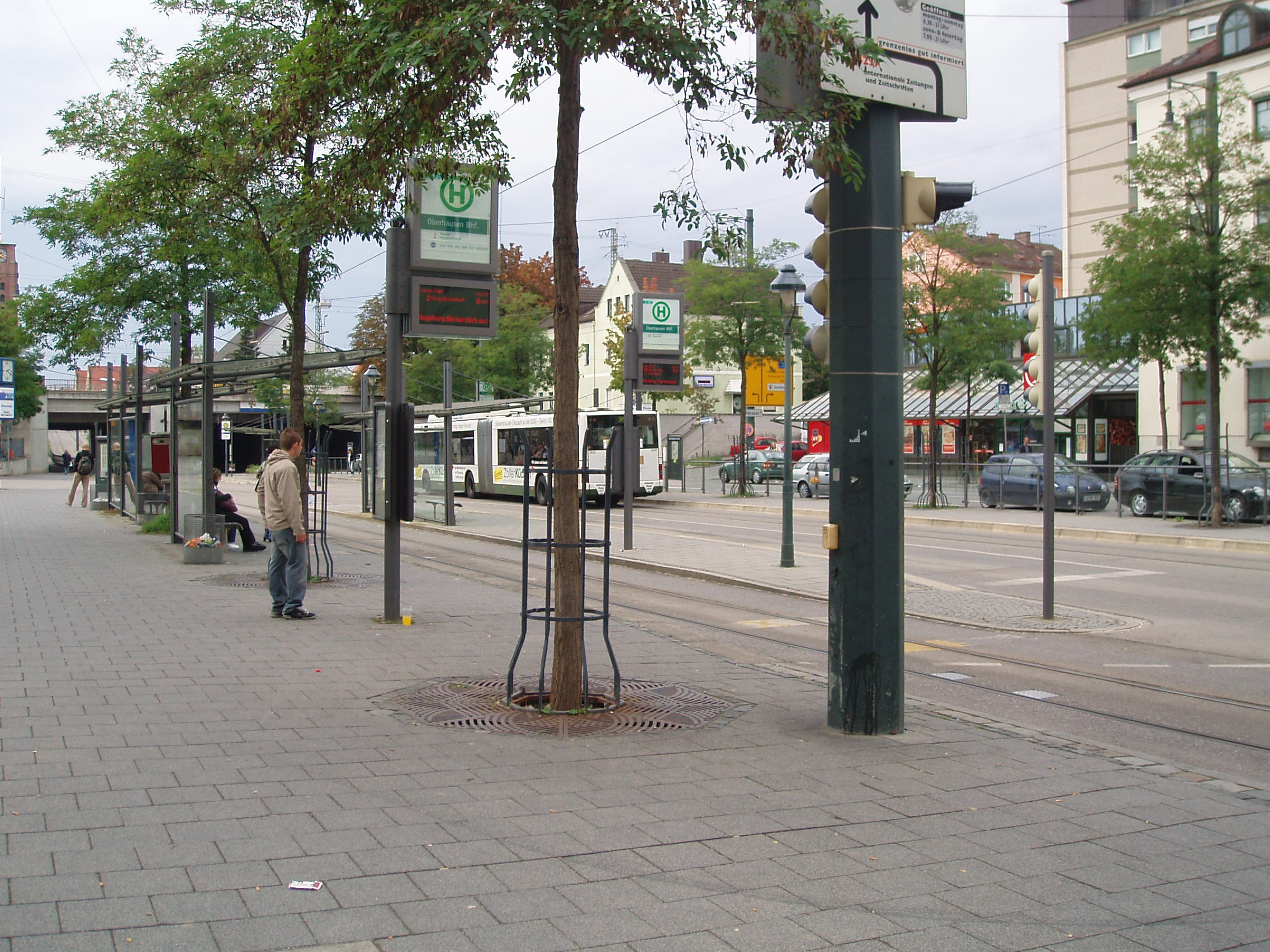
Die Bus- und Straßenbahnhaltestelle vor dem Bahnhofsgebäude

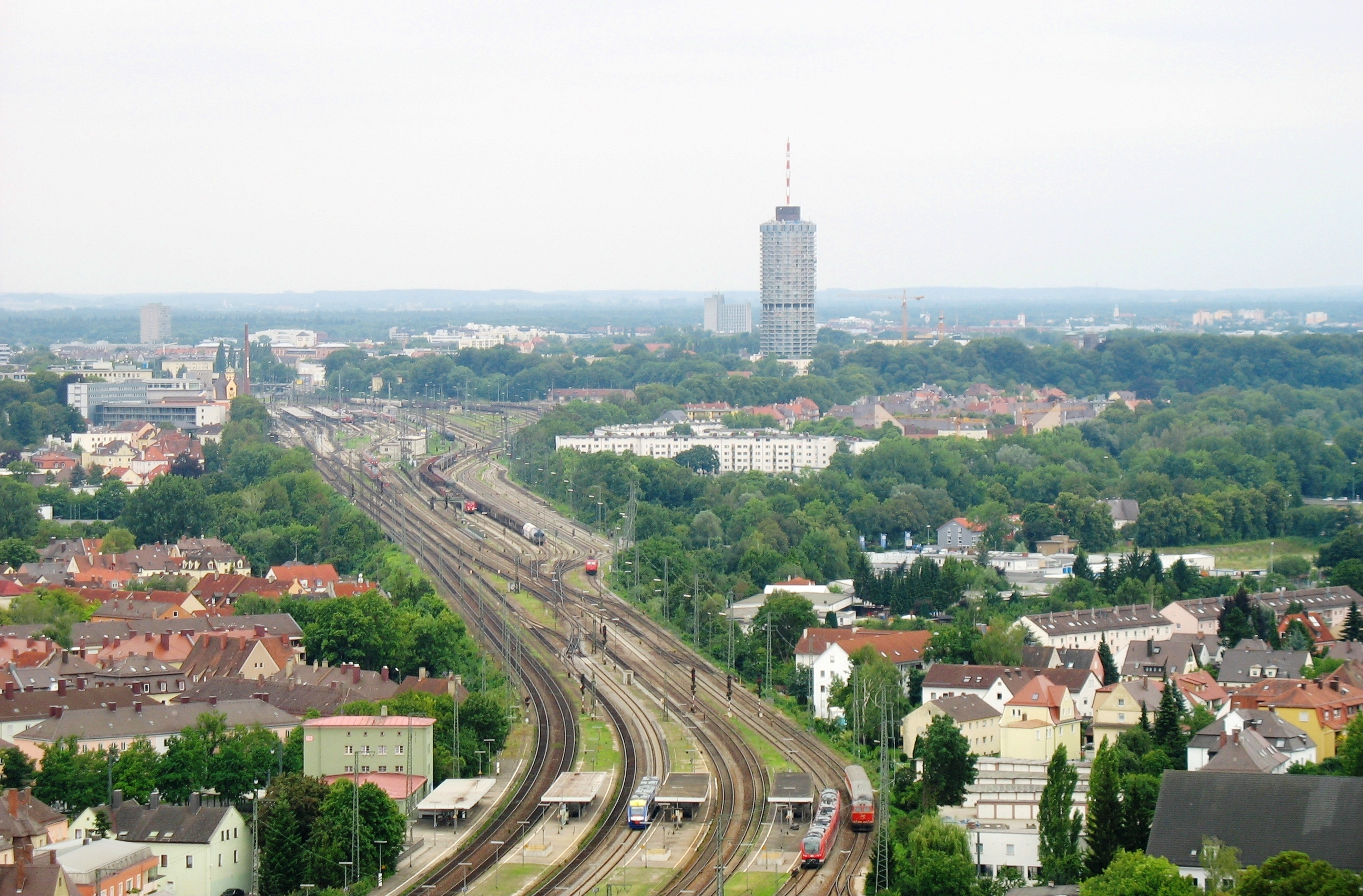
Blick auf Bahnhof und Bahnsteige, im Hintergrund Hbf und Hotelturm

Der Bahnhof Augsburg-Oberhausen liegt im nordwestlich des Augsburger Zentrums gelegenen Stadtteil Oberhausen und ist nach dem Augsburger Hauptbahnhof der bedeutendste Bahnhof der Stadt. Diese Haltestelle wurde am 15. Oktober 1884 mitsamt einem Bahnhofsgebäude unter feierlicher Dekoration auch der umliegenden Ortschaft dem Verkehr übergeben. Das heutige Bahnhofsgebäude wurde 1931/32 südlich des alten Oberhauser Bahnhofs (auch Nordbahnhof genannt) im Stil der Neuen Sachlichkeit errichtet und steht unter Denkmalschutz. Die Adresse des Bahnhofs lautet Ulmer Straße 53. Vor dem Bahnhofsgebäude befindet sich der Helmut-Haller-Platz mit einer großen Straßenbahn- und Bushaltestelle.

## Infrastruktur
Augsburg-Oberhausen ist ein Durchgangsbahnhof mit sieben Gleisen an vier Bahnsteigen. Er ist betrieblich gesehen kein eigenständiger Bahnhof, sondern ein Bahnhofsteil des Augsburger Hauptbahnhofes. Die Bahnsteighöhen liegen zwischen 28 und 38 cm. Die Bahnsteige 1 bis 5 sind 300 m oder länger, Bahnsteig 6 ist 184 m lang, Bahnsteig 7 245 m. Der Zugang zu den Zügen erfolgt über eine Fußgängerunterführung, die keine Barrierefreiheit aufweist. Im Bahnhofsgebäude befinden sich Fahrkartenautomaten und diverse Einkaufsmöglichkeiten. Vor dem Eingang befindet sich ein Taxistand.
Der Bahnhofsvorplatz dient auch als Veranstaltungsgelände, etwa für das jährliche Oberhauser Kirschblütenfest. Er wurde am 20. Juli 2014 nach dem 2012 verstorbenen Augsburger Fußballer Helmut Haller benannt, dessen Geburtshaus an diesem Platz liegt. Zuvor hatte der Platz keinen offiziellen Namen.
Im dritten Gutachterentwurf des Deutschlandtakts soll bis 2026 das Gleis 170 zwischen Augsburg-Oberhausen und Augsburg Hauptbahnhof zum Hauptgleis ertüchtigt werden. Dafür sind, zum Preisstand von 2015, Investitionen von 8 Millionen Euro vorgesehen.

## Verkehrsangebot

### Eisenbahn
Der Bahnhof Augsburg-Oberhausen wird von fast allen Regionalexpress-Zügen und Regionalbahnen bedient, die den Augsburger Hauptbahnhof in den Richtungen Norden und Westen verlassen bzw. die diesen von Norden und Westen her bedienen. Dadurch dient er als Umsteigebahnhof aus Richtung Ulm in Richtung Donauwörth und umgekehrt. Die Züge der Bayerischen Regiobahn Richtung Schongau beginnen beziehungsweise enden im Regelfall ebenfalls in Augsburg-Oberhausen. Fernverkehrszüge bedienen den Bahnhof dagegen nicht.
| Linie       | Strecke | Strecke | Takt                |
| ----------- | --- | --- | ------------------- |
| RE 9        | (München – Mering –) Augsburg Hbf – Augsburg-Oberhausen – Neusäß – Gessertshausen – Dinkelscherben – Günzburg – Ulm | (München – Mering –) Augsburg Hbf – Augsburg-Oberhausen – Neusäß – Gessertshausen – Dinkelscherben – Günzburg – Ulm | Stundentakt         |
| RE 16       | Augsburg Hbf – Augsburg-Oberhausen – Donauwörth – Treuchtlingen – Nürnberg                                          | Augsburg Hbf – Augsburg-Oberhausen – Donauwörth – Treuchtlingen – Nürnberg                                          | Zweistundentakt     |
| RE 80 RE 89 | München – Mering – Augsburg Hbf – Augsburg-Oberhausen – Donauwörth –                                                | Treuchtlingen – Ansbach – Würzburg                                                                                  | Zweistundentakt     |
| RE 80 RE 89 | München – Mering – Augsburg Hbf – Augsburg-Oberhausen – Donauwörth –                                                | Nördlingen – Aalen                                                                                                  | Zweistundentakt     |
| RB 67       | Augsburg-Oberhausen – Augsburg Hbf – Mering – Geltendorf – Weilheim (– Peißenberg – Schongau)                       | Augsburg-Oberhausen – Augsburg Hbf – Mering – Geltendorf – Weilheim (– Peißenberg – Schongau)                       | Stundentakt         |
| RB 67       | Gessertshausen – Neusäß – Augsburg-Oberhausen – Augsburg Hbf (– Mering)                                             | Gessertshausen – Neusäß – Augsburg-Oberhausen – Augsburg Hbf (– Mering)                                             | Stundentakt (HVZ)   |
| RB 86       | München – Mering – Augsburg Hbf – Augsburg-Oberhausen – Neusäß – Gessertshausen – Dinkelscherben                    | München – Mering – Augsburg Hbf – Augsburg-Oberhausen – Neusäß – Gessertshausen – Dinkelscherben                    | Stundentakt         |
| RB 87       | München – Mering – Augsburg Hbf – Augsburg-Oberhausen – Gersthofen – Gablingen – Meitingen – Mertingen – Donauwörth | München – Mering – Augsburg Hbf – Augsburg-Oberhausen – Gersthofen – Gablingen – Meitingen – Mertingen – Donauwörth | Stundentakt         |
| RB 87       | Augsburg Hbf – Augsburg-Oberhausen – Gersthofen – Gablingen – Meitingen (– Mertingen – Donauwörth)                  | Augsburg Hbf – Augsburg-Oberhausen – Gersthofen – Gablingen – Meitingen (– Mertingen – Donauwörth)                  | Stundentakt (Mo–Fr) |

(Stand 11. Dezember 2022)

### Straßenbahn/Bus
Im städtischen Nahverkehr wird der Bahnhof Oberhausen von der Straßenbahnlinie 2 (Augsburg-West–Haunstetten-Nord), der Stadtbuslinie 35 (Bergstraße–Pfersee-Süd), der Nachtbuslinie 91 (Königsplatz–Stadtbergen) sowie etlichen Regionalbuslinien bedient. Dadurch spielt er auch eine große Rolle als Umsteigepunkt für den öffentlichen Personennahverkehr und ist zu den Hauptverkehrszeiten dementsprechend frequentiert. Die Haltestellen für die Straßenbahnen und Busse befinden sich direkt vor dem Bahnhofsgebäude.
| Bahnhof Augsburg-Oberhausen – Nahverkehrsanbindung                                                                                     | Bahnhof Augsburg-Oberhausen – Nahverkehrsanbindung                                                        | Bahnhof Augsburg-Oberhausen – Nahverkehrsanbindung |
| Linie | Linienverlauf                                                                                             | Takt                                               |
| --- | --- | -------------------------------------------------- |
| Straßenbahn | P&R Augsburg-West – Klinikum/BKH – Oberhausen Bahnhof – Königsplatz – Augsburg-Haunstetten Nord           | 5 Min.*                                            |
| Stadtbus | Augsburg-Bergstraße – Oberhausen Bahnhof – Bärenwirt/DRVS – Rotes Tor – Augsburg-Pfersee Süd              | 15 Min.*                                           |
| Nachtbus | Stadtbergen – Deuringen – Steppach – Augsburg-Königsplatz – Augsburg-Pfersee – Leitershofen – Stadtbergen | 60 Min.                                            |
| Regionalbus 500 | Augsburg-Hauptbahnhof – Aystetten-West                                                                    | 15 Min.*                                           |
| Regionalbus 501 | Augsburg-Hauptbahnhof – Aystetten – Welden                                                                | 30 Min.*                                           |
| Regionalbus 503 | Augsburg-Hauptbahnhof – Schlipsheim-Mitte                                                                 | 60 Min.*                                           |
| Regionalbus 506 | Augsburg-Hauptbahnhof – Wörleschwang-Kirche                                                               | variabler Takt                                     |
| Regionalbus 507 | Augsburg-Hauptbahnhof – Dinkelscherben                                                                    | variabler Takt                                     |
| Regionalbus 600 | Augsburg-Hauptbahnhof – Krumbach-Busbahnhof                                                               | variabler Takt                                     |
| * Die Taktangaben beziehen sich auf die Hauptverkehrszeiten – der Takt weicht abends und nachts sowie in den Schulferien teilweise ab. | |                                                    |

## Trivia
Im November 2009 wurden am Vorplatz des Bahnhofes Augsburg-Oberhausen für den Film Almanya – Willkommen in Deutschland mit hundert Statisten die Szenen der Ankunft der ersten türkischen Gastarbeiter in Deutschland im Jahr 1964 gedreht.